# Aloe carowii
Aloe carowii é uma espécie de liliopsida do gênero Aloe, pertencente à família Asphodelaceae.